# Sainte-Gemmes-sur-Loire
Sainte-Gemmes-sur-Loire ist eine französische Gemeinde mit 3.617 Einwohnern (Stand: 1. Januar 2022) im Département Maine-et-Loire in der Region Pays de la Loire. Die Gemeinde gehört zum Arrondissement Angers und zum Kanton Angers-2 (bis 2015: Les Ponts-de-Cé). Die Einwohner werden Gemmois genannt.

## Geographie
Die Gemeinde liegt südlich von Angers am rechten, dem nördlichen Ufer der Loire, deren Tal mit der Île aux Chevaux zum UNESCO-Welterbe und zum Weinbaugebiet Anjou gehört, und am östlichen Ufer der Maine, die hier in die Loire mündet. Auch der Authion mündet hier (im Osten der Gemeinde) in die Loire.
Umgeben wird Sainte-Gemmes-sur-Loire von den Nachbargemeinden Angers im Norden und Nordosten, Les Ponts-de-Cé im Osten und Nordosten, Mûrs-Erigné im Südosten, Saint-Jean-de-la-Croix im Süden, Denée im Südwesten sowie Bouchemaine im Westen und Nordwesten.

## Bevölkerungsentwicklung
| Jahr          | 1962 | 1968 | 1975 | 1982 | 1990 | 1999 | 2006 | 2012 |
| ------------- | ---- | ---- | ---- | ---- | ---- | ---- | ---- | ---- |
| Einwohner     | 4347 | 4789 | 4466 | 4345 | 3803 | 3681 | 3905 | 3648 |
| Quelle: INSEE |      |      |      |      |      |      |      |      |

## Sehenswürdigkeiten

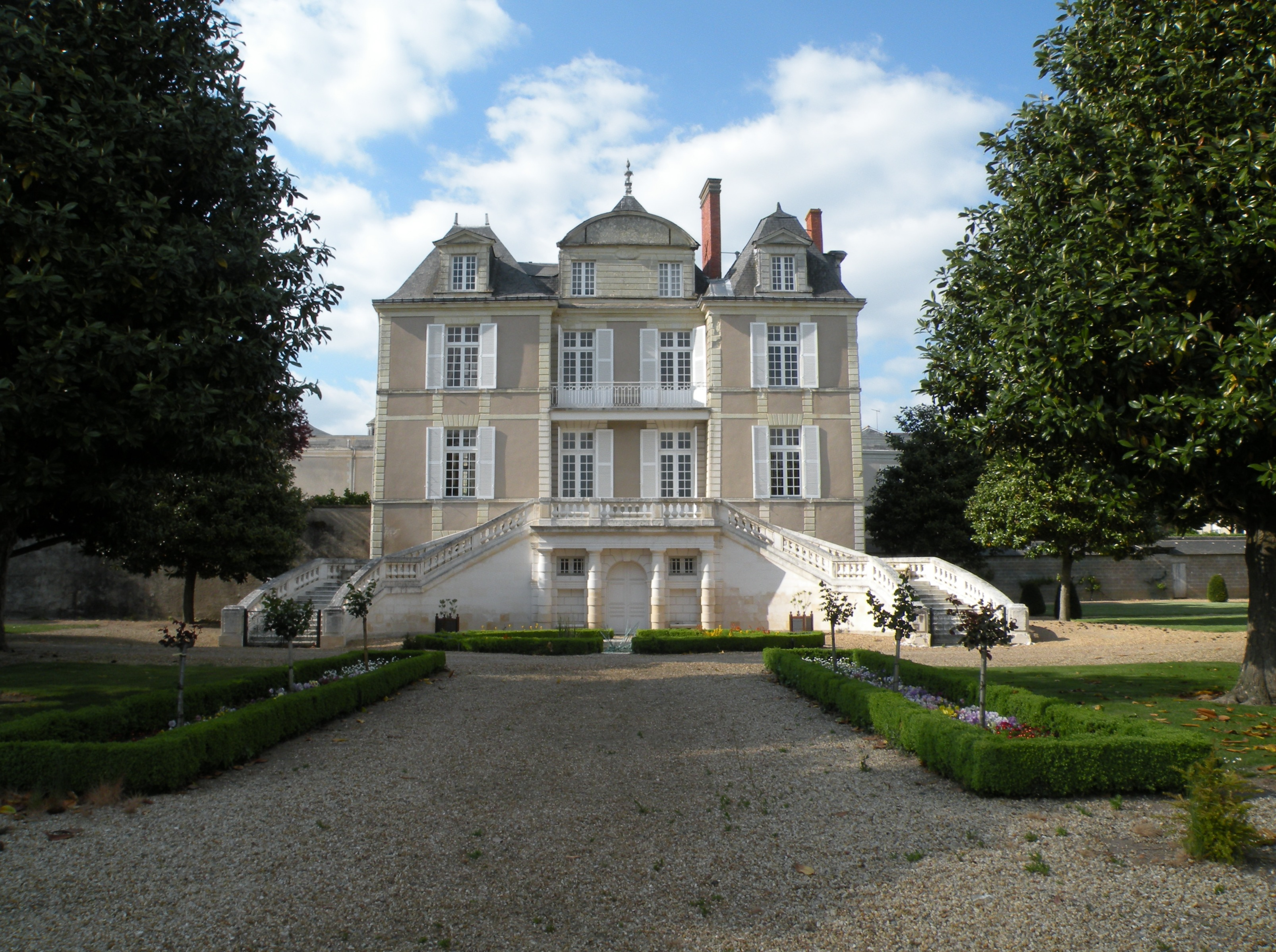
Altes Schloss von Sainte-Gemmes-sur-Loire, heute psychiatrisches Krankenhaus

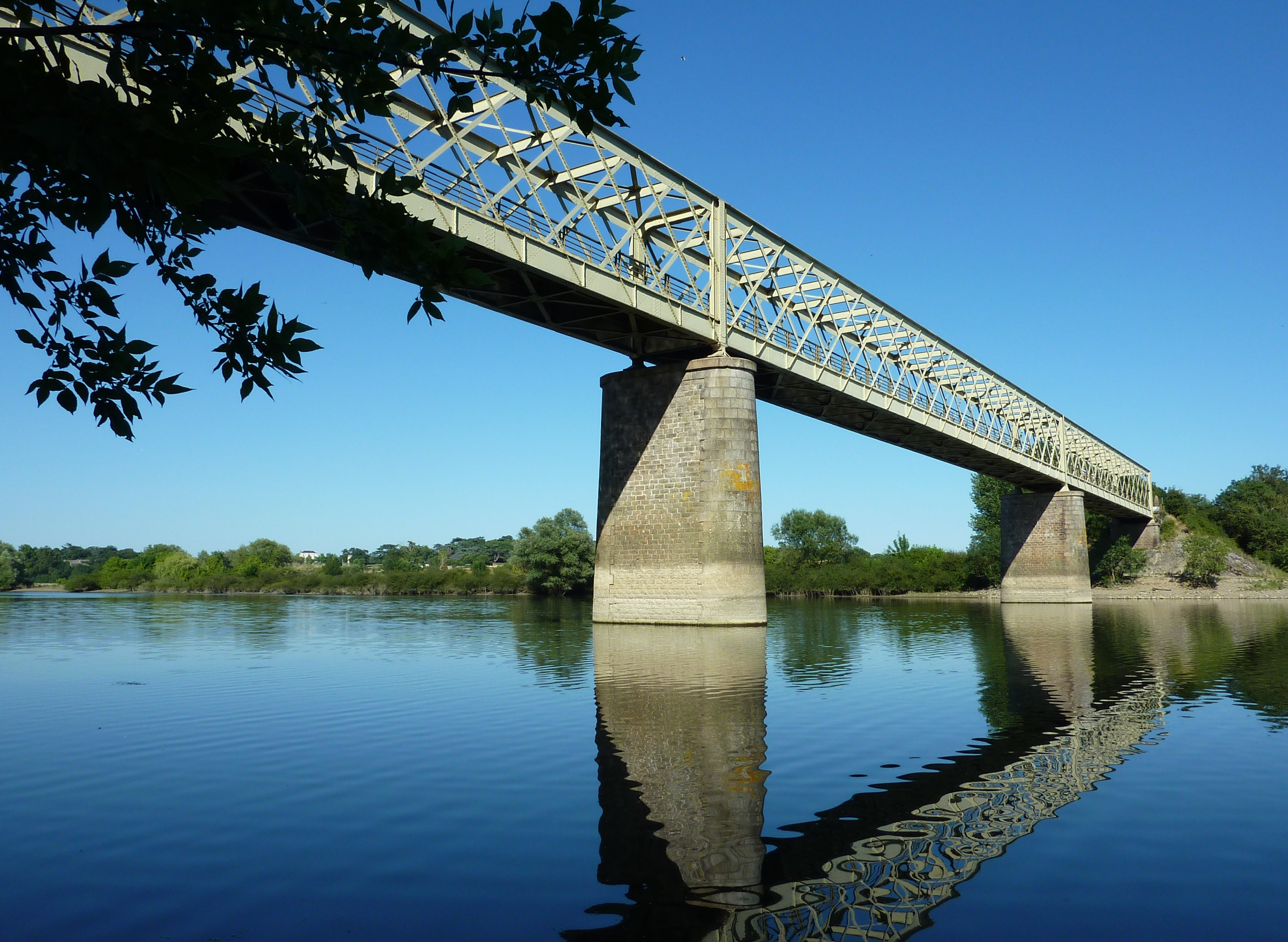
Eisenbahnbrücke Pont de prunier über die Maine

- Archäologische Stätte mit Resten aus der gallorömischen Zeit zwischen dem 1. und 4. Jahrhundert nach Christus, Monument historique seit 1975
- Herrenhaus von Belligan, im 15. Jahrhundert erbaut, eindrucksvolle Wandmalereien, seit 1988 Monument historique
- Domäne Chateaubriant aus dem 17./18. Jahrhundert, seit 1988 Monument historique
- Kirche aus dem 12. und 19. Jahrhundert
- Alte Kapelle des Châtelliers de Frémur aus dem 13. Jahrhundert
- Altes Schloss von Sainte-Gemmes-sur-Loire, heute Krankenhaus
- Herrenhaus von Chanzé aus dem 15. Jahrhundert
- Herrenhaus von Le Clos-Lorelle mit Kapelle aus dem 18. Jahrhundert
- Musée des Boissons

## Weinbau
Die Weinreben in der Gemeinde gehören zum Weinbaugebiet Anjou.